# Монастырчаны
Монастырча́ны (укр. Монастирчани) — село в Солотвинской поселковой общине Ивано-Франковского района Ивано-Франковской области Украины.
Население по переписи 2001 года составляло 1548 человек. Занимает площадь 30 км². Почтовый индекс — 77752. Телефонный код — 34271.